# Schönborner Hof (Mainz)

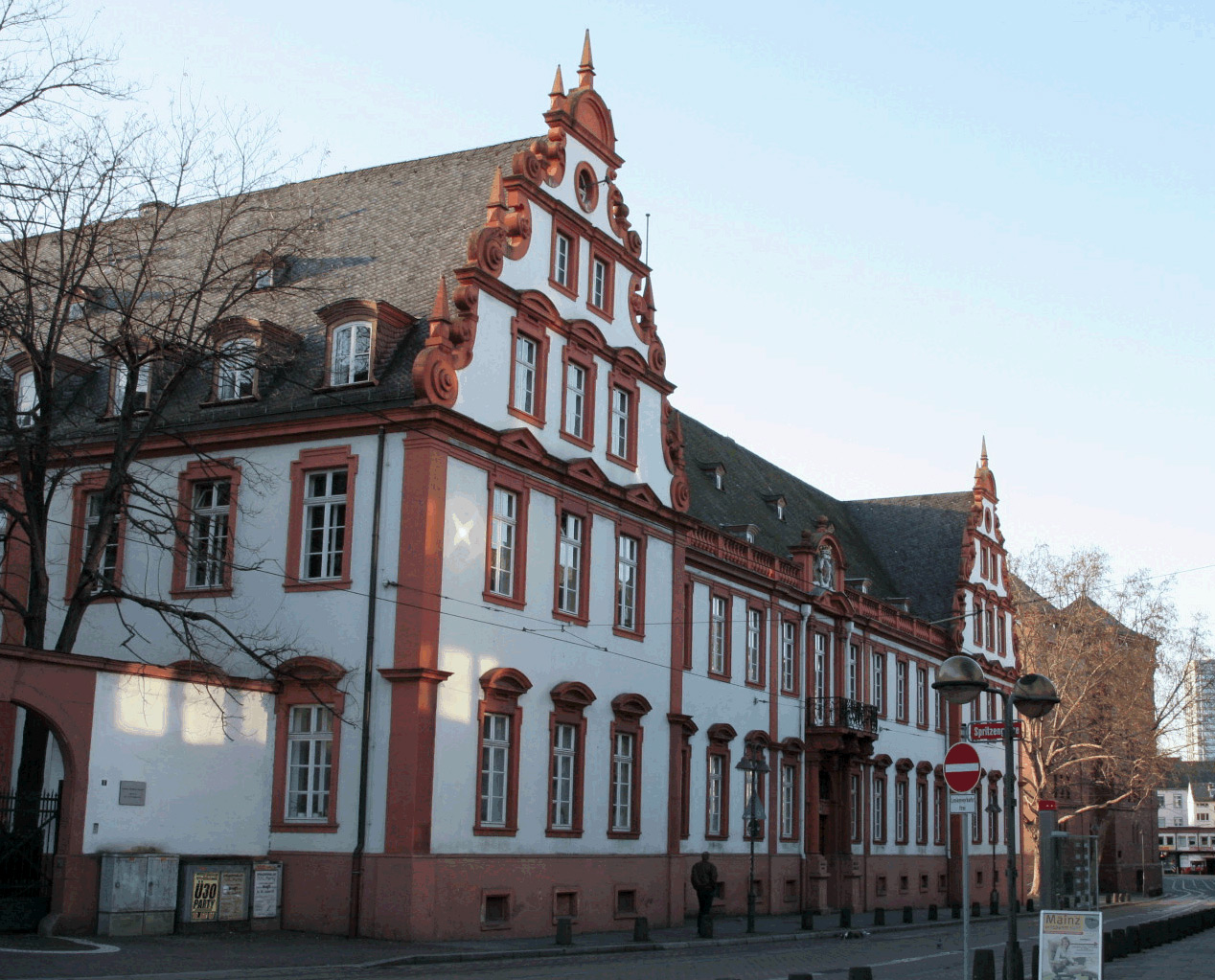
Nordfassade des Schönborner Hofes (2007)

Der Schönborner Hof ist ein Adelshof in Mainz. Er war Sitz der nach dem Dreißigjährigen Krieg im kurfürstlichen Mainz bedeutenden Adelsfamilie derer von Schönborn.

## Errichtung
Der Schönborner Hof wurde zwischen 1668 und 1670 am nordwestlichen Ende des damaligen Thiermarktes (dem heutigen Schillerplatz) in Mainz errichtet. Er gilt bereits, trotz baulicher Ähnlichkeiten zu dem im Stil der Spätrenaissance gebauten Haus Römischen Kaiser, als erster, im neuen Stil des Barock, gebauter Adelshof in Mainz. Er diente als Mainzer Stadtresidenz der ursprünglich aus dem Taunus stammenden und später hauptsächlich in Franken wirkenden Grafen von Schönborn, die zahlreiche Fürstbischöfe in süddeutschen Fürstbistümern stellten, darunter mit Johann Philipp und Lothar Franz auch zwei in Mainz. Diese verschafften ihren Angehörigen wiederum einflussreiche Positionen und einträgliche Pfründen, etwa als Geheimräte in der Regierung oder als Domherren in den Domkapiteln, welche auch die Bischofswahlen vornahmen. Daher bauten die Schönborner etwa ihren Mainzer Stadtsitz noch im späten 18. Jahrhundert weiter aus, obwohl sie ihren Besitzschwerpunkt längst im ländlichen Franken hatten, wo sie über große Residenzen wie Schloss Pommersfelden verfügten.
Bauherr war der mainzische Geheimrat Philipp Erwein von Schönborn, der jüngere Bruder des seinerzeit amtierenden Mainzer Kurfürsten und Erzbischofs Johann Philipp von Schönborn. Für den Entwurf des Hauptgebäudes ist der Mainzer Baumeister Clemens Hinck verantwortlich. Hinter diesem stand vermutlich als Berater der Bauherr des Marienberg (später Zum Römischen Kaiser) am Liebfrauenplatz, Edmund Rokoch. Die Ähnlichkeit der Fassaden mit ihren Rollwerkgiebeln und Erkern bestärkt diese Ansicht. Damals hatte der Hof nur ein Obergeschoss und seitlich einen Risalit mit Renaissance-Treppengiebeln. Als stilistische Berater werden auch die Architekten Dientzenhofer, der Familienarchitekt aus Bamberg, wie auch für spätere Umbauten Maximilian von Welsch und Balthasar Neumann in Betracht gezogen.

## Gartenanlagen
Der Hof besaß bedeutende umfangreiche barocke Gartenanlagen, den so genannten Schönbornschen Garten im Stil des Frühbarock. Diese wurden von Nikolaus Person (vor 1648–1710), bedeutender Mainzer Kartograph und Kupferstecher, in seiner Schrift Novum architectuae speculum näher beschrieben. Die aus drei Teilen bestehenden Anlagen seitlich des Hauptbaus umfassten das ganze Gelände des großen Platzes und der ehemaligen Kaserne an der Münsterstraße und des heutigen Proviantmagazins. Es grenzte nach Westen an die Altmünsterstraße und nach Süden an das Kloster der Weißfrauen-Nonnen.
Fast alle Mainzer Adelsfamilien hatten damals größere Gärten, die an die anschließenden Hügel grenzten und daher in der Regel terrassiert waren. Der Schönbornsche Garten wurde bereits nach dem Vorbild des formalen französischen Barockgartens gestaltet: Broderieparterre, Wasserspiele, Brunnen sowie Gartenhaus mit Loggien.

## Ausbau
Bereits 1706 fanden erste Erweiterungen statt und 1773 wurde der Komplex durch das sogenannte Wichernhaus ergänzt. Gegen Ende des 18. Jahrhunderts, im Jahr 1798, wurde der Hof unter französischer Herrschaft zu Kaserne und Hospital umgewidmet. Im 19. Jahrhundert wurde der Schönborner Hof zum Offizierskasino. Er wurde um ein Geschoss erhöht und verlor seine charakteristischen Giebel.
Die Gartenanlagen wurden 1863 beim Bau des benachbarten Proviantmagazins und der Prinz Karl-Kaserne aufgegeben. Im Sommer 2002 fand man neben dem Proviantmagazin noch eine barocke Brunnenanlage als letzter Überrest des Gartens.

## Zerstörung und Wiederaufbau
Nach schweren Beschädigungen im Zweiten Weltkrieg wurde das 2. Obergeschoss wieder entfernt und der Zustand des 17. Jahrhunderts rekonstruiert, dabei wurde der nördliche Risalit etwas aus der ursprünglichen Flucht zurückgesetzt, um die davorliegende Schillerstraße zu verbreitern.

## Heutige Nutzung
Der Hof gehört heute der Familien-Kulturstiftung Graf von Schönborn-Wiesentheid.
Bereits 1946 wurde, u. a. durch Raymond Schmittlein (Directeur Général des Affaires Culturelles in der französischen Besatzungszone), ein französisches Studienzentrum in Mainz eingerichtet, das später den Namen Maison de France annahm und im Schönborner Hof eine prestigeträchtige Wirkungsstätte fand. Noch heute befindet sich in den Räumen des Schönborner Hofs ein Institut français.
Das Ziel des Instituts bzw. der „Maison“ ist es seit seiner Gründung, die französische Kultur, die Sprache und Frankreich bekannter zu machen sowie sich für die Weiterentwicklung des interkulturellen Austauschs einzusetzen. Ergänzend zu Sprachkursen und einem facettenreichen Kulturprogramm bietet eine große Mediathek im Schönborner Hof heute mit über 12.000 französischsprachigen Medien eine große Auswahl: Neben klassischen Werken der Literatur als auch modernen Büchern über aktuelle Probleme und Herausforderungen der heutigen Gesellschaft in Frankreich liegen tagesaktuelle Zeitschriften verschiedener Themengebiete aus. Die bekanntesten französischen Zeitungen und Zeitschriften wie Le Monde, Libération, Paris-Match oder l’Histoire können dort gelesen werden. Die Mediathek bietet außerdem eine große Auswahl französischer Filme und CDs sowie 1500 Bücher und Comics für Jugendliche und eine eigene Kinderabteilung.
Unter dem Namen CinéMayence siedelte sich 1994 ein kommunales Kino an, betrieben vom Mainzer Verein AG Stadtkino e. V. in einem Saal, der bereits in den 50er Jahren als Filmsaal des Instituts diente. Das Kino nimmt am Programm Kino Vino des rheinland-pfälzischen Weinbauministeriums teil.
Des Weiteren nutzt die Universität Mainz Teile des Gebäudes seit einigen Jahren. Das Institut für Vor- und Frühgeschichte ist mit einer großen Bibliothek vertreten.
Im Wichernhaus des Schönborner Hofes ist seit dem Jahr 1995 die Landeshochschulkasse des Landes Rheinland-Pfalz untergebracht.
In der verbliebenen Grünanlage zwischen dem Schönborner Hof und dem Proviantamt steht das Mainzer Schoppenstecher-Standbild.